# Patrik Lomski
Patrik Lomski (Turku, 3 de fevereiro de 1989) é um futebolista finlandês.